# ماسانتا اسپرینگز (ویرجینیا)
ماسانتا اسپرینگز (به انگلیسی: Massanetta Springs) یک منطقهٔ مسکونی در ایالات متحده آمریکا است که در شهرستان راکینگهام، ویرجینیا واقع شده‌است. ماسانتا اسپرینگز ۴٬۸۳۳ نفر جمعیت دارد.